# Terelliini
Terelliini es una tribu de moscas de fruta perteneciente a la familia Tephritidae. Hay al menos seis géneros y aproximadamente 104 especies descritas de Terelliini.

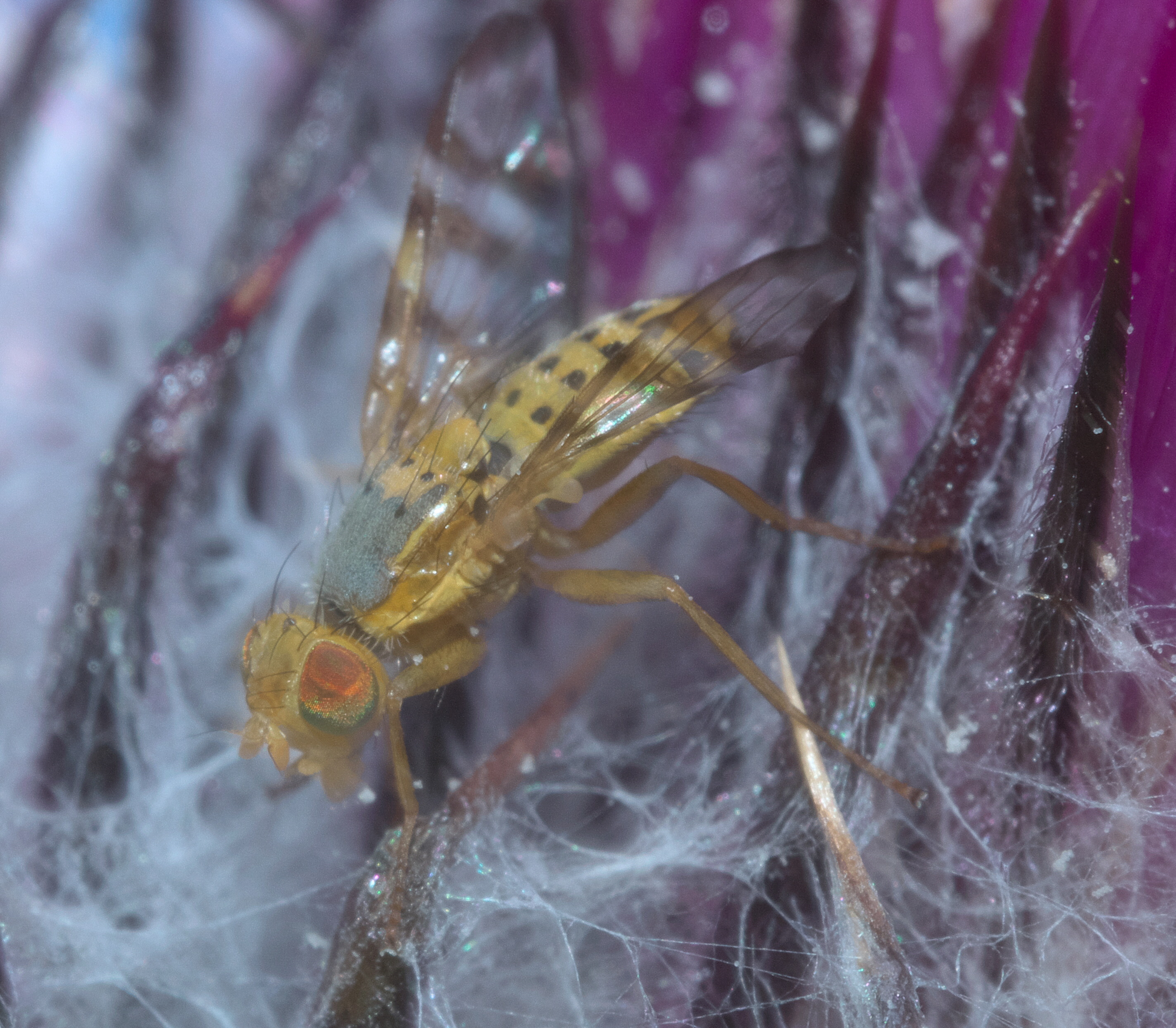
Terellia occidentalis

## Géneros
- Chaetorellia Hendel, 1927 i n b I
- Chaetostomella Hendel, 1927 i n b I
- Craspedoxantha i n b I
- Neaspilota Osten Sacken, 1878 i n b I
- Orellia i n b I
- Terellia Robineau-Desvoidy, 1830 i n b I

Fuentes de información: i = ITIS, n = NaturaLista, b = Bugguide.net, I = insecta.pro